# 高須賀夫至子
高須賀 夫至子（たかすが ふじこ、1940年3月31日 - ）は、日本の女優。東京府出身。一時期、高須賀 不二子名義でも活動した。

## 人物
トキワ松学園高等学校卒業。俳優座養成所11期生。俳優座研究生時代に映画『胎動期 私たちは天使じゃない』に主演。
劇団新人会、六芸社に所属していた。舞台の他、映画・テレビドラマにも数多く出演した。

## 出演作品

### 映画
- 胎動期 私たちは天使じゃない（新東宝、1961年） - 鈴元春子（主演）
- 波止場の賭博師（日活、1963年） - リエ
- 猟人日誌（日活、1964年）
- 傷だらけの天使（日活、1966年） - 後藤澄子
- 青春の海（日活、1967年） - 江川信子
- 青春大全集（松竹、1970年） - 根本絹江

### テレビドラマ
- 泣くな太陽（NHK、1963年-1964年）
- 純愛シリーズ 第99回「ある誕生日」（TBS、1963年）
- 短い短い物語 第100回「誰かが涙を流している」（NET、1963年）
- 嫁ぐ日まで 第29回「この人にこそ」（CX、1963年）
- 月曜日の男 第118回-119回「荒野の果て」（TBS、1963年）
- おかあさん（TBS）
  - 第233回「私のダーリン」（1964年）
  - 第391回「山鷺」（1966年）
- 徳川家康 （NET、1964年-1965年）
- 事件記者（NHK）
  - 第309回「X機関」（1964年）
  - 第376回「忘却」（1965年）
- ザ・ガードマン（TBS）
  - 第22回「地上21階の襲撃」（1965年）
  - 第56回「都会の陰謀」（1966年）
  - 第102回「真夜中の標的」（1967年） - 相良信子
  - 第145回「私の愛した死体」（1968年）
  - 第214回「黒いロケット」（1969年）
- 特別機動捜査隊 第200回「女の終着駅」（NET、1965年）
- 新選組血風録 第21回「夕陽の果て」（NET、1965年） - 八重
- 金色夜叉（CX、1966年） - お宮
- 若者たち 第17回「友だち」（CX、1966年）
- JNR公安36号 第161回「罠をかけろ」（NET、1966年）
- まごころ（NET、1966年）
- これが青春だ 第30回（NTV、1966年）
- 七人の刑事 第288回「魔の詩」（TBS、1967年）
- 秘密指令883 第6回「葬いは俺の手で」（CX、1967年）
- 刑事さん 第2シリーズ 第2回「私が殺した?」（NET、1968年）
- ローンウルフ 一匹狼 第15回「夜霧の十字架」（NTV、1968年）
- 平四郎危機一発 第19回「俺は誰だ!」（TBS、1968年）
- 肌は死なない（TBS、1968年）
- 花のしずく（CX、1968年）
- 東京コンバット 第4回「殺人設計図」（CX、1968年）
- キイハンター（TBS）
  - 第27回「殺しの招待旅行」（1968年）
  - 第28回「太陽に帰った殺し屋」（1968年）
  - 第45回「死体置場で今晩は」（1969年）
  - 第56回「殺人ホテル13号室」（1969年）
  - 第75回「悪魔を呼ぶ女」（1969年）
  - 第102回「女の死刑実験室」（1970年）
  - 第125回「悪党！黄金の大雪渓を行」（1970年）
- 素浪人花山大吉（NET）
  - 第14回「風の岬に鬼がいた」（1969年）
  - 第92回「片目の竜が狙っていた 」（1970年）
- プロファイター 第9回「ダイヤの目をした女（NTV、1969年）
- 炎の青春 第10回（NTV、1969年）
- 東京バイパス指令 第48回「なぶり殺せ!」（NTV、1969年）
- 怪奇ロマン劇場 第5回「椿屋敷の怪」（NET、1969年）
- 新平四郎危機一発 第8回「白昼の死角」（TBS、1969年）
- プレイガール（12CH）
  - 第29回「女度胸の見せどころ」（1969年）
  - 第114回「怪談 鬼千匹 」（1971年）
  - 第122回「怪談 砂漠東京に骨がころがる」（1971年）
  - 第134回「東京が駄目なら京都の恋で」（1971年）
  - 第149回「スリラー肌を許せば命まで」（1972年）
- 銭形平次（CX）
  - 第182回「海猫の唄」（1969年）
  - 第294回「八五郎が縛られた」（1971年）
- 鬼平犯科帳（1969年から70年、NET / 東宝）
  - 第29話「麻布ねずみ坂」（1970年）- お八重
  - 第63回「女賊の恋」（1970年）
- 右門捕物帖 第20回「帖朱彫りの花嫁」（NTV、1970年）
- 大岡越前 第一部 第21回「父なればこそ」（TBS、1970年） - おしの
- 遠山の金さん捕物帳 第11回「若様を消す女」（NET、1970年） - お蘭の方
- 徳川おんな絵巻（KTV）
  - 第1回「尾張公の遊女妻」（1970年） - 宗春の正室
  - 第2回「女の生地獄」（1970年） - 宗春の正室
- 火曜日の女シリーズ 逃亡者 －この街のどこかで－（NTV、1970年）
- 第二の結婚（TBS、1970年）
- 人形佐七捕物帳 第15話「血染めの似顔絵」（NET、1971年） - お駒
- 軍兵衛目安箱 第26回「きょうも江戸に」（NET、1971年） - せつ
- おらんだ左近事件帖 第1回「月心寺の子供たち」（CX、1971年）
- 右むいて左 第1回（NET、1971年）
- 何がなんでも 第7回（TBS、1972年）
- 世なおし奉行 第21回「黄金の罠」（NET、1972年）

### 舞台
- 月明らかに星稀なり（1962年、劇団新人会） - 寄さん[4]
- いのちある日を（1967年、劇団新人会） - 津国勝江[5]
- 寄り道（1969年、劇団新人会） - フリーダ[6]
- その妹（1969年、劇団新人会） - 芳子[7]。[注釈 1]
- ペール・ギュント
- 動物園作戦
- 室内の戦い

### 吹き替え

#### 映画
- ラプソディー（エリザベス・テイラー）
- 大盗賊（クラウディア・カルディナーレ）